# چارلز فرانسیس آدامز سوم
چارلز فرانسیس «دیکن» آدامز سوم (Charles Francis "Deacon" Adams III) (زادهٔ ۲ اوت ۱۸۶۶ – درگذشتهٔ ۱۰ ژوئن ۱۹۵۴)، وکیل و سیاستمدار آمریکایی بود که از سال ۱۹۲۹ تا ۱۹۳۳ به عنوان چهل و چهارمین وزیر نیروی دریایی ایالات متحده در دورهٔ ریاست‌جمهوری هربرت هوور خدمت کرد. او کاپیتان قایق رزولوت بود که در سال ۱۹۲۰ جام مسابقات قایق‌سواری آمریکا را از آن خود کرد.
آدامز در سال ۱۸۸۸ از کالج هاروارد و در سال ۱۸۹۲ از مدرسه حقوق هاروارد فارغ‌التحصیل شد. آدامز پس از فعالیت به عنوان وکیل و سپس تاجر، در سال ۱۸۹۶، شهردار کوئینزی شد، هرچند سال بعد به این سمت انتخاب نشد. او در سال ۱۸۹۹ با فرانسیس لاورینگ ازدواج کرد و صاحب دو فرزند شدند. او در سال ۱۹۰۳ به کنگره پیشنهاد داد که کشتی USS کانستیتوشن تعمیر و بازسازی شود. آرزوی آدامز در سال ۱۹۰۷ برآورده شد، زمانی که کنگره با اختصاص بودجه به این کار، بار دیگر، کشتی را در دسترس عموم قرار داد. آدامز یک زمانی، کارمند ۴۳ شرکت از جمله شرکت سهامی هاروارد بود. او سپس در سال ۱۹۲۹، وزیر نیروی دریایی شد. آدامز برای بالا بردن درک جامعه از نقش ضروری نیروی دریایی در امور بین‌الملل و حفظ قدرت و کارایی نیروی دریایی در دوران رکود بزرگ، سرسختانه تلاش کرد. او در معاهدهٔ دریایی لندن در سال ۱۹۳۰ خدمت و در آنجا با موفقیت، اصول برابری نیروی دریایی ایالات متحده با بریتانیا را حفظ کرد. آدامز در سال ۱۹۳۳ از سمت خود بازنشسته شد. رئیس‌جمهور هوور خاطرنشان کرد که اگر آدامز را از ابتدای دوران ریاست‌جمهوری خود می‌شناخت، او را وزیر امور خارجه می‌کرد.

## اوایل زندگی
چارلز فرانسیس آدامز سوم در ۲ اوت ۱۸۶۶ در کوئینزی، ایالت ماساچوست چشم به جهان گشود. والدینش فرانسیس «فنی» کادوالدر کرونینشیلد و جان کوئینزی آدامز دوم بودند.
آدامز در سال ۱۸۸۸ از کالج هاروارد فارغ‌التحصیل شد. او عضو انجمن اخوت دلتا کاپا اپسیلون (شعبهٔ آلفا) بود. او بعدها در سال ۱۸۹۲، از مدرسه حقوق هاروارد فارغ‌التحصیل شد.

## حرفه
آدامز پس از فارغ‌التحصیلی از مدرسه حقوق و قبولی در آزمون وکالت در سال ۱۸۹۳، ابتدا به حرفهٔ وکالت مشغول و سپس وارد تجارت شد. او از سال ۱۸۹۶ تا ۱۸۹۷، شهردار کوئینزی، ایالت ماساچوست بود.
در سال ۱۹۰۳، زمانی که آدامز رئیس انجمن تاریخی ماساچوست بود، به کنگره پیشنهاد داد که کشتی معروف یواس‌اس کانستیتوشن تعمیر گشته و به خدمت بازگردد. ازاین رو، کنگره برای بازسازی کشتی کانستیتوشن، بودجه‌ای را در نظر گرفت و در سال ۱۹۰۷، آن را به صورت علنی افتتاح کرد.
در سال ۱۹۱۶، مجلس قانونگذاری و حوزهٔ انتخابیهٔ ماساچوست، با درخواست کنوانسیون قانون اساسی موافقت کرد. در سال ۱۹۱۷، آدامز به عنوان نمایندهٔ کل ایالت به عضویت کنوانسیون قانون اساسی ماساچوست درآمد.
آدامز یک زمانی، کارمند ۴۳ شرکت، از جمله چندین بانک و بسیاری از شرکت‌های بزرگ کشور مانند شرکت راه‌آهن نیویورک، نیوهیون و هارتفورد، شرکت راه‌آهن یونین پاسیفیک و شرکت سهامی هاروارد بود.

### وزیر نیروی دریایی
آدامز در ۵ مارس ۱۹۲۹ از سوی رئیس‌جمهور هربرت هوور به عنوان وزیر نیروی دریایی منصوب شد. او برای بالا بردن درک جامعه از نقش ضروری نیروی دریایی در امور بین‌الملل و حفظ قدرت و کارایی نیروی دریایی در دوران رکود بزرگ، سرسختانه تلاش کرد. او در معاهدهٔ دریایی لندن در سال ۱۹۳۰ خدمت و در آنجا با موفقیت، اصول برابری نیروی دریایی ایالات متحده با بریتانیا را حفظ کرد. هوور در خاطرات خود بیان کرد که اگر با آدامز در ابتدای دوران ریاست جمهوری خود آشنا شده بود، او را وزیر امور خارجه می‌کرد. آدامز در ۴ مارس ۱۹۳۳ از سمت خود بازنشسته شد.
آدامز خیلی پیشتر از تصویب اصلاحیهٔ بیست و دوم قانون اساسی آمریکا، حامی دوره‌های محدود ریاست‌جمهوری بود. او همچنین حامی این موضوع بود که رؤسای جمهور باید ملزم شوند که احزاب سیاسی را کنار بگذارند و اینکه پس از پایان دوران ریاست‌جمهوری، باید به اعتبار مقام خود، عضو سنای ایالات متحده شوند.

### فعالیت‌ها و علایق
در سال ۱۹۲۰، آدامز کاپیتان قایق رزولوت بود که جام مسابقات قایق‌سواری آمریکا را از آن خود کرد و طولی نکشید که به «رئیس سکانداران آمریکایی» معروف شد. نام آدامز، پس از مرگش، در سال ۱۹۹۳، در تالار مشاهیر جام آمریکا قرار گرفت. در سال ۱۹۳۹، او جام پادشاه، جام آستور، و جام پیوریتن، سه جام محبوب مسابقات قایق‌رانی داخلی را در یک فصل از مسابقات از آن خود کرد.
در سال ۱۹۲۹ او به عضویت انجمن پسران انقلاب آمریکا در ناحیهٔ کلمبیا درآمد. شمارهٔ عضویت ملی او ۴۸۹۵۲ بود. او همچنین عضو افتخاری انجمن دریایی ایالات متحده بود. در سال ۱۹۳۲ او به عضویت آکادمی علوم و هنر آمریکا درآمد.

## زندگی شخصی

### خانواده
چارلز فرانسیس آدامز سوم از خاندان آدامز بود که در این خاندان دو رئیس‌جمهور وجود داشت. او پسر جان کوئینزی آدامز دوم، فرزند ارشد چارلز فرانسیس آدامز سینیور، و پسر نوهٔ ششمین رئیس‌جمهور ایالات متحده، جان کوئینزی آدامز، و نبیرهٔ دومین رئیس‌جمهور ایالات متحده، جان آدامز بود. مادرش فنی کرونینشیلد، نوهٔ وزیر نیروی دریایی ایالات متحده، بنجامین ویلیامز کرونینشیلد بود. آدامز همچنین با تفاوت دو نسل، سومین پسر عموی اوتیس نورکراس، نوزدهمین شهردار بوستون بود. هر دو از نسل چهارم پدرجدشان، جوزف آدامز بودند. اوتیس از همسر اولش مری [چاپین] و چارلز از همسر دومش هانا [باس].
چارلز فرانسیس آدامز جونیور، عموی چارلز فرانسیس آدامز سوم بود، نه پدرش. این فرضیهٔ اشتباه معمولاً به خاطر توالی پی در پی اسامی ایجاد می‌شود. چارلز فرانسیس آدامز جونیور، ۵ فرزند داشت که سه فرزند اولش دختر بودند که این موضوع روشن می‌کند که چرا برادرش، جان کوئینزی آدامز دوم این امتیاز را به دست آورد که پسر اولش را همنام برادرش نامگذاری کند. پسران چارلز جونیور که دوقلو بودند، در سال ۱۸۷۵ به دنیا آمدند.

### ازدواج و فرزندان
در ۳ آوریل ۱۸۹۹،‏ آدامز با فرانسیس لاورینگ (درگذشتهٔ ۱۹۵۶)،‏ دختر نمایندهٔ ایالات متحده ویلیام سی لاورینگ (زادهٔ ۱۸۳۵ – درگذشتهٔ ۱۹۱۰)،‏ در کلیسای اسقفی سنت جان در واشینگتن دی‌سی ازدواج کرد. آنها صاحب دو فرزند شدند:
- کاترین فرانسیس لاورینگ آدامز در سال ۱۹۰۲ چشم به جهان گشود. او در ۲۶ ژوئن ۱۹۲۳ با هنری استرجیس مورگان ازدواج کرد. هنری پسر جی پی مورگان جونیور و یکی از بنیان‌گذاران شرکت مورگان استنلی (۱۹۳۵)، به همراه هارولد استنلی بود.[۱۴][۱۵] آنها صاحب پنج پسر شدند.
- چارلز فرانسیس آدامز چهارم در سال ۱۹۱۰ چشم به جهان گشود. او تاجری سرشناس و اولین رئیس شرکت ریتون بود. او ابتدا با مارگارت [استوکتون] ازدواج کرد و فرزندان‌شان ابیگیل آدامز، آلیسون آدامز، چارلز فرانسیس آدامز پنجم و تیموتی آدامز بودند. او بعدها با زنی بیوه به نام بئاتریس دی پناتی ازدواج کرد.[۱۶]

آدامز در ۱۱ ژوئن ۱۹۵۴ درگذشت و در ۱۳ ژوئن ۱۹۵۴، در قبرستان مونت ولستون در کوئینزی، ایالت ماساچوست به خاک سپرده شد. اموالش، به ارزش ۱۹۲۰۰۰ دلار در سال ۱۹۵۴،‏ به همسرش رسید.
در سال ۱۸۹۹، آدامز در کنکورد، ایالت ماساچوست، در زمینی که سابقاً متعلق به عمویش، چارلز فرانسیس آدامز جونیور بود، خانه و ملک خانوادگیش را بنا نهاد. این خانه که به کوه ورنون شهرت دارد، به مدت ۱۲۰ سال پابرجا بود تا اینکه کمی بعد از روز کریسمس ۲۰۱۹، در اثر آتش‌سوزی از بین رفت.

### افتخارات
به احترام آدامز، جایزهٔ یادمان چارلز فرانسیس آدامز برای مسابقات قایق‌رانی تعیین و ناوشکن نیروی دریایی یواس‌اس چارلز فرانسیس آدامز به افتخار او نامگذاری شد.